# Haripal Kaushik
Pour les articles homonymes, voir Kaushik.
Haripal Kaushik, né le 2 février 1934 et mort le 25 janvier 2018 à Jalandhar Cantonment (en), est un joueur indien de hockey sur gazon.

## Biographie
Haripal Kaushik fait partie de l'équipe nationale de hockey sacrée championne olympique en 1956 et 1964 (cette année-là en tant que vice-capitaine) et de la sélection médaillée d'argent aux Jeux olympiques d'été de 1960, mais il ne joue aucun match lors de ces Jeux.
Il est également vice-capitaine de la sélection indienne médaillée d'or aux Jeux asiatiques de 1966. 